# Вся правда о Губке Бобе
Вся правда о Губке Бобе (англ. Square Roots: The Story of SpongeBob SquarePants) — американский документальный фильм, который рассказывает об успехе мультсериала «Губка Боб Квадратные Штаны». Был показан на канале VH1 14 июля 2009 года в США, а в России на телеканале MTV. Соавтором и режиссёром фильма является Патрик Кредон.

## Сюжет
Документальная хроника о поп-культуре успешного мультсериала Губка Боб Квадратные Штаны, включая его влияние на президента США Барака Обаму, обитателей тюрьмы Сан-Квентин и детей во всем мире.

## Роли
- Алек Болдуин — играет самого себя
- Эрнест Боргнайн — играет самого себя
- Джерри Бек — играет самого себя
- Люк Брукшир — играет самого себя
- Клэнси Браун — играет самого себя
- Роджер Бампасс — играет самого себя
- Нэйт Кэш — играет самого себя
- Тим Конуэй — играет самого себя
- Мистер Лоуренс — играет самого себя
- Розарио Доусон — играет саму себя
- Билл Фагербакки — играет самого себя
- Саймон Коуэлл — играет самого себя
- Крэйг Фергюсон — играет самого себя
- Брайан Дойл-Мюррей — играет самого себя
- Стивен Хилленберг — играет самого себя
- Элби Хехт — играет самого себя
- Дэвид Хассельхофф — играет самого себя
- Тони Хоук — играет самого себя
- Дерек Иверсен — играет самого себя
- Том Кенни — играет самого себя, Пират Пэтчи
- Леброн Джеймс — играет самого себя
- Джеффри Катценберг — играет самого себя
- Кэролин Лоуренс — играет саму себя
- Энтони Хэтч — играет самого себя
- Дэни Михаэли — играет самого себя
- Скотт Манз — играет самого себя
- Кеке Палмер — играет саму себя
- Крис Пайн — играет самого себя
- Пол Тиббит — играет самого себя
- Ричард Пурсель — играет самого себя
- Андреа Романо — играет саму себя
- Алан Смарт — играет самого себя
- Джин Шалит — играет самого себя
- Джон Стюарт — играет самого себя
- Роберт Шмигель — играет самого себя
- Винсент Уоллер — играет самого себя
- Никки Ванцо — играет саму себя
- Ween — играют самих себя
- Жак Ив Кусто — играет самого себя (архивные кадры)
- Барак Обама — играет самого себя (архивные кадры)

## Отзывы
Фильм получил в основном положительные отзывы. Дэвид Хинкли из газеты «New York Daily News» сообщил, что «наиболее интересные моменты документального фильма происходят от Стивена Хилленберга, который создал Губку Боба как второстепенного персонажа в комиксе, прежде чем сделать про него мультсериал в июле 1999 года».